# Incursione di Santiago de Cuba (1603)
L'incursione di Santiago de Cuba (o presa di Santigao De Cuba) fu uno scontro che ebbe luogo sul finire della guerra anglo-spagnola, nel maggio del 1603. Santiago de Cuba venne attaccata e saccheggiata da corsari inglesi al comando di Christopher Cleeve.

## Antefatto
Sul finire del febbraio del 1603 Christopher Cleeve, a bordo del grande galeone mercantile armato Elizabeth and Cleeve assieme ad una pinaccia lasciò l'Inghilterra per una spedizione di razzie nello Spanish Main, sostenuta economicamente dai mercanti di Londra.
Cleeve giunse nei Caraibi nell'aprile di quello stesso anno. L'obbiettivo principale delle navi inglesi era Santiago de Cuba che era già sfuggita agli attacchi degli inglesi all'inizio della guerra con la Spagna. Santiago de Cuba era la seconda città per grandezza sull'isola di Cuba ed era stata fondata nel 1515. La città era stata obbiettivo dei pirati dal 1553.

## L'incursione
Il 12 maggio 1603 gli inglesi sbarcarono in una baia nei pressi di Santiago de Cuba senza incontrare resistenza. Presero quindi possesso di un forte in costruzione, di un rivellino e di una batteria su una spiaggia a sudovest su un promontorio che dominava la baia dall'interno. Gli uomini di Cleeve marciarono quindi sul paese e lanciarono l'attacco. Colsero di sorpresa la milizia che tentò di resistere ma venne sopraffatta dagli inglesi che entrarono in città e si diedero ai saccheggi. Molte strutture vennero saccheggiate tra cui la cattedrale di Nuestra Señora de la Asunción, acquisendo un notevole quantitativo di bottino.
La città venne occupata per alcuni giorni prima della richiesta di un riscatto che però non ebbe risposta e pertanto Cleeve ordinò ai suoi uomini di porre a ferro e fuoco la città, tra cui la cattedrale. Inoltre vennero smantellate le fortificazioni e distrutti quattro vascelli dopo averli saccheggiati. Santiago de Cuba venne in gran parte distrutta ed i pirati inglesi quindi se ne andarono senza problemi dopo una settimana con il ricco bottino raccolto.

## Conseguenze
Cleeve lasciò l'isola e si portò in Giamaica dove fece provviste. Gli inglesi tornarono verso la madrepatria, ma intercettarono e catturarono anche due piccoli galeoni presso il vecchio canale di Bahama il 28 agosto, mentre questi si stavano portando in Florida, con a bordo il nuovo governatore spagnolo Pedro de Ibarra che venne fatto prigioniero.
L'incursione di Santiago fu l'ultimo attacco di peso allo Spanish Main da parte degli inglesi dopo trent'anni dall'inizio del conflitto con la Spagna. Poco dopo infatti Giacomo I d'Inghilterra ordinò a tutti i corsari ai suoi ordini di cessare le loro attività mentre si tenevano dei negoziati di pace con la Spagna che portarono poi alla firma del Trattato di Londra.
Gli inglesi fecero ritorno in città nel 1662 guidati da Christopher Myngs per una nuova razzia; quest'ultimo attacco portò alla distruzione completa della città e del Castillo de San Pedro de la Roca.